# Orthopha
Orthopha é um gênero de traça pertencente à família Arctiidae.